# ホワッツ・ニュー (ソニー・スティットのアルバム)
| 専門評論家によるレビュー | 専門評論家によるレビュー |
| レビュー・スコア         | レビュー・スコア         |
| 出典                     | 評価                     |
| ------------------------ | ------------------------ |
| AllMusic                 | [ 1 ]                    |

『ホワッツ・ニュー』(What's New!!!) は、サブタイトルに「Sonny Stitt Plays the Varitone（ソニー・スティットがバリトーンを演奏する）」と謳われた、サクソフォーン奏者ソニー・スティットの1966年に録音されルーレット・レコードからリリースされたアルバム。このアルバムで、スティットは、サクソフォーンの音を変化させる電子的アンプリファイアのシステムであるバリトーンを初めてレコーディングに使った。

## 評価
『ホワッツ・ニュー』は、1967年4月に Billboard 200 で172位まで浮上し、ジャズ・アルバム・チャートでは16位に達した。AllMusicは、星3つを付けている

## 収録曲
オリジナル盤LPでは、A面に6曲、B面に6曲が収録されていた。
| #   | タイトル                                                                                  | 作詞・作曲                                     | 時間 |
| --- | ----------------------------------------------------------------------------------------- | ---------------------------------------------- | ---- |
| 1.  | 「ホワッツ・ニュー - "What's New?"」                                                      | ボブ・ハガート、ジョニー・バーク               | 2:20 |
| 2.  | 「ジャンピン・ウィズ・シンフォニー・シド - "Jumpin' with Symphony Sid"」                  | レスター・ヤング                               | 3:55 |
| 3.  | 「スターダスト - "Stardust"」                                                             | ホーギー・カーマイケル、ミッチェル・パリッシュ | 6:06 |
| 4.  | 「カクテル・フォー・トゥー - "Cocktails for Two"」                                        | アーサー・ジョンストン、サム・コスロー         | 3:28 |
| 5.  | 「ジョージア - "Georgia"」                                                                | ホーギー・カーマイケル、スチュアート・ゴレル   | 4:11 |
| 6.  | 「メイム - "Mame"」                                                                       | ジェリー・ハーマン                             | 2:10 |
| 7.  | 「モーガンズ・ソング - "Morgan's Song"」                                                  |                                                | 2:31 |
| 8.  | 「フィーバー - "Fever"」                                                                  | エディ・クーリー、ジョニー・バーク             | 2:05 |
| 9.  | 「ラウンド・ミッドナイト - "'Round Midnight"」                                            | セロニアス・モンク                             | 3:12 |
| 10. | 「アイヴ・ゴット・ザ・ワールド・オン・ア・ストリング - "I've Got the World on a String"」 | ハロルド・アーレン、テッド・ケーラー           | 4:17 |
| 11. | 「イフ・アイ・ディドント・ケア - "If I Didn't Care"」                                     | ジャック・ローレンス                           | 4:50 |
| 12. | 「ザ・ビーストリー・ブルース - "The Beastly Blues"」                                      |                                                | 4:50 |

## パーソネル
- ソニー・スティット - アルト・サクソフォーン、テナー・サクソフォーン、バリトーン
- ジョー・ワイルダー、エディ・プレストン（英語版） - トランペット
- J・J・ジョンソン - トロンボーン
- イリノイ・ジャケー（英語版） - テナー・サクソフォーン
- ジョージ・バーグ (George Berg) - バリトン・サクソフォーン
- ビリー・テイラー（英語版）、エリス・ラーキンス（英語版） - ピアノ
- ワイルド・ビル・デイヴィス（英語版）、アーニー・ヘイズ (Ernie Hayes) - オルガン
- マイク・マイニエリ - ヴィブラフォン
- レス・スパン（英語版） - ギター
- ジャン・アーネット (Jan Arnet)、ジョージ・デュヴィヴィエ - ベース
- ウォルター・パーキンス（英語版） - ドラムス